# Govern d'Irlanda

Escut de la República d'Irlanda

El Govern d'Irlanda (gaèlic irlandès Rialtas na hÉireann) és el gabinet que exerceix el poder executiu a la República d'Irlanda.

## Membres del Govern
L'estructura del govern d'Irlanda és regulada fonamentalment per la Constitució d'Irlanda. El govern és encapçalat pel primer ministre, anomenat Taoiseach. El viceprimer ministre és anomenat Tánaiste i és nomenat pel Taoiseach d'entre els membres del govern.
El Govern pot estar format per entre set i 15 membres, segons la constitució d'Irlanda. Cada membres del govern pot ser membre del Parlament d'Irlanda, anomenat Oireachtas. No més de dos membres del govern poden ser membres del Seanad Éireann, la cambra alta de l'Oireachtas. Per tant, tots els altres memnres del Govern poden ser membres del Dáil Éireann, la cambra baixa. El Taoiseach, Tánaiste i Ministre de Finances han de ser membres del Dáil.
El Taoiseach és nomenat pel Dáil Éireann, la cambra baixa de l'Oireachtas, i nominat pel President. Altres membres del govern són proposats pel Taoiseach, amb vot favorable del Dáil Éireann, i nomenats pel President. Els membres del govern són "ministres de gabinet", en oposició a Ministres d'Estat (abans de 1977 secretaris parlamentaris), anomenats "ministres menors", que no formen part del gabinet. Un ministres generalment té a càrrec un Departament d'Estat i, per tant, tècnicament és un "Ministre del Govern" (abans de 1977 un "Ministre d'Estat"). Ocasionalment és nomenat com a membre del govern un ministre sense cartera, però no és "Ministre del govern".

## No membres que assisteixen al gabinet
El Govern està assessorat pel Fiscal General, que no és formalment un membre del Govern, sinó que participa en les reunions de gabinet, com a part del seu paper com a assessor jurídic del Govern.
El Chief Whip poden assistir a les reunions del gabinet, però no és un membre del Govern.
A més, el Govern pot nomenar altres Ministres d'Estat ("junior minister"), que podran assistir a les reunions de gabinet. Aquesta persona es coneix informalment com a "Super Junior Minister". L'actual "Super Junior Minister" és Jan O'Sullivan, ministre d'Estat d'Habitatge i Urbanisme.

## President
El president d'Irlanda no és un membre del govern. La Constitució d'Irlanda no fa del president cap executiu nomenal del govern, sinó que expressament confereix autoritat executiva al gabinet. A més, el president no té discreció per nomenar un primer ministre; és una obligació constitucional que ha de nomenar el Primer Ministre proposat pel Dáil. Hi ha una obligació similar per al nomenament dels membres del Govern; han de ser nomenats a proposta del Primer Ministre i amb l'aprovació del Dáil.

## Mandat
Normalment, el Govern serveix en funcions fins al nomenament d'un nou Primer Ministre pel Dáil Éireann.
El Govern ha de conservar la confiança del Dáil Éireann si vol romandre en el càrrec. Si el primer ministre cessa "per no tenir el suport de la majoria al Dáil Éireann", o bé el Dáil Éireann ha de ser dissolt o el primer ministre ha de renunciar. El president pot refusar garantir la dissolució a un Primer Ministre que no gaudeixi del suport del Dáil, cosa que obliga a la dimissió del Primer Ministre.
Quan el primer ministre irlandès dimiteix, s'entén que tot el Govern ha renunciat com a col·lectiu. No obstant això, en aquest escenari, d'acord amb la Constitució "el primer ministre i els altres membres del Govern continuaran exercint les seves funcions fins que hagin estat nomenats els seus successors". El primer ministre també es dirigirà al President per descartar o acceptar la dimissió dels ministres individuals.
Després de la dissolució del Dáil Éireann, els ministres ja no són membres de l'Oireachtas i, per tant, no elegibles per al càrrec. No obstant això, en virtut d'una clàusula diferent en la Constitució, "continuaran en les seves funcions fins que hagin estat nomenats els seus successors".

## Autoritat i poders
La Constitució dona explícitament l'autoritat executiva al govern, no al president. En altres règims parlamentaris el cap d'Estat és en general el cap nominal de l'Executiu, encara que obligat per convenció a actuar en l'assessorament del gabinet.
L'autoritat executiva del Govern està subjecta a certes limitacions. En particular:
- L'estat no pot declarar la guerra, o participar en una guerra, sense el consentiment del Dáil Éireann. En el cas d'"invasió real", però, "el Govern pot adoptar les mesures que considerin necessàries per a la protecció de l'Estat".[8]
- Els tractats han de ser sotmesos al Dáil Éireann.
- El govern ha d'actuar de conformitat amb la Constitució.

Els ministres del govern són col·lectivament responsables de les accions del govern. Cada ministre és responsable de les accions del seu departament. Els Departaments d'Estat no tenen personalitat jurídica. Les accions dels departaments les porten a terme els ministres titulars, fins i tot, com sol ser el cas, quan el ministre té poc coneixement dels detalls d'aquestes accions. Això contradiu la regla a la Common Law que una determinada persona que ha rebut una facultat legal no pot delegar aquest poder. Això porta a una frase en correspondència pels departaments governamentals "el ministre m'ha dirigit un escrit", en les cartes o documents que el ministre en qüestió mai ha vist.
Quan un dels càrrecs ministerials del Govern deixa d'existir (a diferència que es canvia de nom, que es produeix amb major freqüència), els seus poders són transferits als altres ministres. Ministres "desapareguts" són els ministres de Comunicacions, Treball, Correus i Telègrafs, Servei Públic i Subministraments. El càrrec de Ministre sense cartera no s'ocupa des de 1977.
Si el Govern deixés de complir els seus deures constitucionals, pot ser ordenat a fer-ho per un tribunal de justícia, per acte de mandamus. Els ministres que no compleixin poden, en última instància, poden ser acusats de desacatament, i fins i tot empresonats.

## Història
El Govern va ser creat per la Constitució d'Irlanda de 1937. La Llei de Ministres i Secretaris de 1924 i les seves esmenes contenen disposicions detallades sobre l'estatut i les funcions del govern en general. El Govern va ser precedit pel Consell Executiu de l'Estat Lliure d'Irlanda de 1922 a 1937.
Tots els governs des de 1989 han estat coalicions de dos o més partits. El primer govern de coalició es va formar el 1948. El Primer Ministre sempre ha estat un membre del partit majoritari a la coalició. El Primer Ministre ha estat gairebé sempre el líder d'aquest partit, amb John A. Costello com l'única excepció a aquesta regla.

## Sector Públic

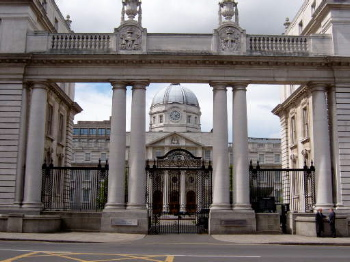
Edificis públics a Dublín.

El govern és un important empresari de l'estat, a causa de seu control de l'administració pública, el servei públic i els organismes patrocinats per l'Estat. Aquests tres sectors són sovint anomenats "sector públic". Aquests organismes es gestionen de manera diferent. Les característiques de la funció pública són clarament definides amb jerarquies estàndard de gestió, mentre que entre els serveis públics, un ministre patrocinador o el Ministre de Finances podrà nomenar una junta o comissió. Les activitats comercials de l'Estat són administrades normalment a través dels organismes patrocinats per l'Estat, que s'organitzen d'una manera similar a les empreses privades.
Un informe de l'ocupació al sector públic de juny de 2005, mostra que el nombre d'empleats al sector públic era de 350.100 persones. Per sector, hi ha 38.700 al servei civil, 254.100 al servei públic i 57.300 en cossos patrocinats per l'estat. La plantilla total de l'Estat va ser d'1.857.400 persones aquest any. Per tant, el sector públic comprèn aproximadament el 20% de la plantilla total.

### Servei Civil
La funció pública de la República d'Irlanda consta de dos grans components, el Servei Civil del Govern i el Servei Civil de l'Estat. Mentre que aquesta partició és en gran part teòrica, les dues parts tenen algunes diferències operatives fonamentals. S'espera que l'administració pública mantingui la imparcialitat política en el seu treball, i algunes parts d'ella són totalment independents de la presa de decisions del Govern.

### Servei Públic
El servei públic és un terme molt ampli, no està clarament definit, i a vegades s'inclou el servei civil. El servei públic adequat comprèn agències governamentals i organismes que presten serveis en nom del Govern, però que no formen part de l'administració pública. Per exemple, autoritats locals, el Consell d'Educació i Formació, i la Garda Síochána es consideren serveis públics.